# Laís Nunes
Laís Nunes de Oliveira (ur. 3 listopada 1992) – brazylijska zapaśniczka. Dwukrotna Olimpijka. Zajęła piętnaste miejsce w Rio de Janeiro 2016 w kategorii 63 kg i czternaste w Tokio 2020 w kategorii 62 kg.
Piąta na mistrzostwach świata w 2018 i 2021. Złota medalistka igrzysk panamerykańskich w 2023 i brązowa w 2019. Zdobyła jedenaście medali na mistrzostwach panamerykańskich w latach 2012 - 2024. Złota medalistka igrzysk Ameryki Południowej w 2018 i 2022; srebrna w 2014. Mistrzyni Ameryki Południowej w 2011 i 2017, a trzecia w 2009. Brązowa medalistka igrzysk wojskowych w 2019. Wojskowa wicemistrzyni świata z 2018 roku.